# Rambla Just Oliveras (metropolitana di Barcellona)
La Rambla Just Oliveras è una stazione della linea 1 della Metropolitana di Barcellona, essa si trova nel comune de L'Hospitalet de Llobregat.
La stazione fu inaugurata nel 1987.
Oltre che come stazione della metropolitana, la stessa struttura funge da stazione ferroviaria gestita dalla ADIF e servita da treni della Renfe al servizio del comune di L'Hospitalet de Llobregat.
La stazione metropolitana si trova sotto la Rambla Just Oliveras e tra carrer de Parral e avinguda de Can Serra, la stazione è accessibile da quest'ultima.